# Zuidwest-Zuid-Drents
Het Zuidwest-Zuid-Drents is een dialectgroep binnen het Drents. Het wordt gesproken in de provincie Overijssel en Drenthe, ruwweg van Rouveen tot Slagharen als zuidelijke grens en als noordelijke grens Havelte-Fluitenberg-Nieuwe Krim. Het is nauwer verwant met het Sallands, Noordwestoverijssels en Oost-Veluws. 
Een verschil tussen dit dialect en de andere dialecten in Drenthe is dat men een aa-klank gebruikt voor bepaalde woorden waar men in de rest van Drenthe en Groningen een ao gebruikt. In het Stellingwerfs gebruiken ze ae. In het Gronings spreekt men bijvoorbeeld voor water wotter en in het Stellingwerfs dus waeter. Dit geldt ook voor het Noord- en Westdrents waar men ao gebruikt. Woorden als gaan, vragen en praten hebben uiteraard wel een ao-klank. Dit heeft te maken met het feit dat de Oudsaksische lange aa een ao is geworden. Een korte a met een open lettergroep is echter een aa geworden.
Een ander verschil met de andere Drentse dialecten is dat er e- voor het voltooid deelwoord wordt gezet, bijvoorbeeld ik heb elopen, ik bin egaone, waar de rest van Drenthe geen voorvoegsel kent. Ook typisch is oe en oen jou(w) en jullie, zonder j- en bijvoorbeeld mit in plaatst van met. Bij de meeste van deze verschijnselen gaat het Zuidwest-Zuid-Drents mee met het Sallands, waartoe het taalkundig eigenlijk gerekend zou moeten worden. De enige echte grens tussen deze twee dialectgroepen is eigenlijk het ontbreken van de umlaut op verkleinwoorden, die het Sallands wel kent.  